# 妻鹿町
妻鹿町（めがちょう）は、かつて兵庫県飾磨郡に存在した町である。現在の姫路市飾磨区妻鹿などにあたる。本項では町制前の名称である妻鹿村（めがむら）についても述べる。

## 地理
- 山岳：甲山
- 河川：市川

## 歴史
- 1889年（明治22年）4月1日 - 町村制の施行により、近世以来の飾東郡妻鹿村が単独で自治体を形成。
- 1896年（明治29年）4月1日 - 所属郡が飾磨郡に変更。
- 1927年（昭和2年）11月1日 - 妻鹿村が町制施行して妻鹿町となる。
- 1938年（昭和13年）4月1日 - 飾磨町に編入。同日妻鹿町廃止。

## 交通

### 鉄道路線
- 山陽電気鉄道
  - 本線
    - 妻鹿駅